# 가급적 근사원칙
가급적 근사원칙(Cy-près doctrine) 혹은 씨프레 원칙('가능한 한 비슷한’이라는 의미의 중세 불어)은 영미 형평법상의 원리로 재산의 처분에서 원 목적달성이 불가능할 경우 가장 근접한 것으로 대체 달성하는 것을 말한다. 무효이거나 효을적이지 못한 공익신탁을 위한 원래 목적과 가장 유사하고 효과적인 대체수단을 추구함으로써 그 공익신탁을 유지하는 것을 허용한다. 미국 통일신탁법 제413조 (a)에서 규정하고 있다.
예를 들어 유언에 명시한 수혜자가 없는 경우, 신탁자의 의도에 따라 신탁재산을 처분하기 위해 다른 근접한 수혜자로 대체하는 것이다. 가급적 근사원칙은 신탁자의 의도가 일반적인 기부의 목적이여야 함을 요구한다.

## 참고 문헌
- 명순구, 현대미국신탁법, 세창출판사, 2005 ISBN 978-89-8411-124-0
- 임채웅 역, 미국신탁법 : 유언과 신탁에 대한 새로운 이해, 박영사, 2011 ISBN 978-89-6454-628-4

## 같이 보기
- 대한민국 민법 제1087조 상속재산에 속하지 아니한 권리의 유증